# Малькюи, Кевин
Кеви́н Малькюи́ (фр. Kévin Malcuit; 31 июля 1991, Шатне-Малабри, Франция) — французский футболист, защитник клуба «Анкарагюджю». Помимо основного амплуа на поле иногда исполняет роль вингера. Может играть на обоих флангах, однако преимущество остаётся за правым, в том числе из-за лучшего владения правой ногой.

## Биография
28 августа 2015 года Малькюи за 800 тысяч евро перешёл из клуба второго французского дивизиона «Ньор» в «Сент-Этьен», подписав 4-летний контракт. 20 сентября защитник вышел в стартовом составе в домашнем матче с «Нантом» и провёл на поле все 90 минут. Ровно через неделю Малькюи провёл ещё один полный матч — против «Ниццы». Всего за 2015 год футболист отыграл 5 матчей в Лиге 1 (все в стартовом составе). 13 декабря в игре с «Монако», воспитанником которого он является, защитник получил две жёлтые карточки и на 64-й минуте покинул поле.
8 июля 2017 года перешёл в «Лилль», подписав контракт на пять лет.